# 磅罗县
磅罗县是柬埔寨柴桢省下辖的一个县。
据1998年人口普查，此县共有61,496人。